# Sensybilizacja optyczna
Sensybilizacja optyczna (spektralna) – rozszerzenie zakresu światłoczułości materiału światłoczułego poza zakres czułości własnej. Dla halogenków srebra długości fal większe niż 520 nm.
Sensybilizację optyczną wykonuje się poprzez dodanie do materiału światłoczułego niewielkich ilości barwników organicznych. Barwniki te cechuje pochłanianie światła w zakresie długości fali światła, o który poszerza się czułość materiału światłoczułego, oraz zdolność przekazania pochłoniętej energii do materiału światłoczułego.